# Campeonato de Fútbol Playa de Concacaf de 2008
El Campeonato de Fútbol Playa de Concacaf 2008 fue la segunda edición del torneo de fútbol playa más importante de las regiones de Norteamérica, Centroamérica y el Caribe organizado por la Concacaf y que contó con la participación de 4 selecciones de la región.
México ganó la cuadrangular final disputada en Puerto Vallarta, México para ganar el título por primera vez.

## Equipos participantes
| - Costa Rica - El Salvador | - México - Estados Unidos |

## Fase Final
| Nación         | Pts. | J | G | L | GF | GC | GD  |
| -------------- | ---- | - | - | - | -- | -- | --- |
| México         | 9    | 3 | 3 | 0 | 17 | 10 | +7  |
| El Salvador    | 5    | 3 | 2 | 1 | 19 | 18 | +1  |
| Estados Unidos | 3    | 3 | 1 | 2 | 15 | 19 | -4  |
| Costa Rica     | 0    | 3 | 0 | 3 | 13 | 23 | -10 |

| 17 de abril de 2008 | Estados Unidos                                                                    | 7–2     | Costa Rica               | Unidad Deportiva Municipal Agustín Flores Contreras, Puerto Vallarta |                              |
|                     | Chimienti 1', 15' · Morales 14' · Albuquerque 18', 25' · Taguinod 21' · Silva 24' | Reporte | Morales 14' · Brenes 23' | Árbitro(s): Renato de Carlos                                         | Árbitro(s): Renato de Carlos |

| 17 de abril de 2008 | El Salvador          | 2–4     | México                                          | Unidad Deportiva Municipal Agustín Flores Contreras, Puerto Vallarta |                                 |
|                     | Lobos 21' · Ruiz 33' | Reporte | Rosales 6' · Villalobos 7', 24' · Rodríguez 11' | Árbitro(s): Juan Marcelo Cantti                                      | Árbitro(s): Juan Marcelo Cantti |

| 18 de abril de 2008 | Estados Unidos                                                          | 5–6     | El Salvador                                       | Unidad Deportiva Municipal Agustín Flores Contreras, Puerto Vallarta |                              |
|                     | Chimienti 1' · Albuqurque 5' · Astorga 22' · Taguinod 29' · Morales 30' | Reporte | Membreño 1', 22' · Ruiz 4', 14', 26' · Torres 15' | Árbitro(s): Renato de Carlos                                         | Árbitro(s): Renato de Carlos |

| 18 de abril de 2008 | México                                                                | 7–0     | Costa Rica | Unidad Deportiva Municipal Agustín Flores Contreras, Puerto Vallarta |                                 |
|                     | Rosales 4', 18' · Rodríguez 7' · Plata 15', 33' · Navarrette 26', 34' | Reporte |            | Árbitro(s): Juan Marcelo Cantti                                      | Árbitro(s): Juan Marcelo Cantti |

| 19 de abril de 2008 | Costa Rica                           | 3–4 (a.e.t) | El Salvador                             | Unidad Deportiva Municipal Agustín Flores Contreras, Puerto Vallarta |                              |
|                     | Brenes 4' · Angulo 22' · Morales 23' | Reporte     | Ruiz 1', 29' · Ramírez 14' · Torres 37' | Árbitro(s): Renato de Carlos                                         | Árbitro(s): Renato de Carlos |

| 19 de abril de 2008 | México                       | 2–1     | Estados Unidos | Unidad Deportiva Municipal Agustín Flores Contreras, Puerto Vallarta |                                 |
|                     | Villalobos 12' · Rosales 19' | Reporte | Farberoff 14'  | Árbitro(s): Juan Marcelo Cantti                                      | Árbitro(s): Juan Marcelo Cantti |

## Campeón
| Bandera de México        |
| Campeón 1° título México |

## Clasificados a laCopa Mundial de Fútbol Playa FIFA 2008
| Bandera de México | Bandera de El Salvador |
| México            | El Salvador            |

## Tabla general
| Pos. | Equipo         | Pts | PJ | PG | PG++ | PG+ | PP | GF | GC | Dif | Rend. |
| ---- | -------------- | --- | -- | -- | ---- | --- | -- | -- | -- | --- | ----- |
| 1    | México         | 9   | 3  | 3  | 0    | 0   | 0  | 13 | 3  | 10  | 100%  |
| 2    | El Salvador    | 5   | 3  | 1  | 1    | 0   | 1  | 12 | 12 | 0   | 66,6% |
| 3    | Estados Unidos | 3   | 3  | 1  | 0    | 0   | 2  | 13 | 10 | 3   | 33,3% |
| 4    | Costa Rica     | 0   | 3  | 0  | 0    | 0   | 3  | 5  | 18 | -13 | 0%    |

## Premios
| Mejor Jugador      | Mejor Jugador | Mejor Jugador |
| ------------------ | ------------- | ------------- |
| Ricardo Villalobos |               |               |
| Goleador           |               |               |
| Jose Ruiz          |               |               |
| Mejor Portero      |               |               |
| Luis Rodas         |               |               |
| Juego Limpio       |               |               |
| México             |               |               |